# Calycomyza cynoglossi
Calycomyza cynoglossi este o specie de muște din genul Calycomyza, familia Agromyzidae, descrisă de Frick în anul 1956.
Este endemică în Indiana. Conform Catalogue of Life specia Calycomyza cynoglossi nu are subspecii cunoscute.